# Вінчестер (Невада)
Вінчестер (англ. Winchester) — переписна місцевість (CDP) в США, в окрузі Кларк на заході штату Невада. Включає в себе частину Лас-Вегас-Стріп. Вінчестер управляється Комісією округу Кларк з рекомендаціями Консультативної ради міста Вінчестер. Населення — 36 403 особи (2020).
В місті будується одне з найбільших казино США, Resorts World Las Vegas.

## Географія
Вінчестер розташоване в східно-центральній частині долини Лас-Вегас. На півночі воно межує з Лас-Вегасом, на заході та півдні зі статистично відокремленою місцевістю Парадайз і на сході з Санрайз-Менер.
Вінчестер розташований за координатами 36°8′12″ пн. ш. 115°7′48″ зх. д. / 36.13667° пн. ш. 115.13000° зх. д. (36.136670, -115.130046). За даними Бюро перепису населення США в 2010 році переписна місцевість мала площу 11,24 км², уся площа — суходіл.

## Демографія
Згідно з переписом 2010 року, у переписній місцевості мешкало 27 978 осіб у 11 710 домогосподарствах у складі 6028 родин. Густота населення становила 2488 осіб/км². Було 14969 помешкань (1331/км²).
Расовий склад населення:
| - 56,0 % — білих - 8,6 % — чорних або афроамериканців - 7,0 % — азіатів - 1,1 % — корінних американців - 0,6 % — вихідців з тихоокеанських островів - 22,2 % — осіб інших рас |

До двох чи більше рас належало 4,5 %. Частка іспаномовних становила 44,6 % від усіх жителів.
За віковим діапазоном населення розподілялося таким чином: 21,2 % — особи молодші 18 років, 64,2 % — особи у віці 18—64 років, 14,6 % — особи у віці 65 років та старші. Медіана віку мешканця становила 38,2 року. На 100 осіб жіночої статі у переписній місцевості припадало 110,0 чоловіків; на 100 жінок у віці від 18 років та старших — 112,1 чоловіків також старших 18 років.
Середній дохід на одне домашнє господарство становив 63 070 доларів США (медіана — 36 986), а середній дохід на одну сім'ю — 71 644 долари (медіана — 42 679). Медіана доходів становила 34 643 долари для чоловіків та 30 109 доларів для жінок. За межею бідності перебувало 24,8 % осіб, у тому числі 35,7 % дітей у віці до 18 років та 11,6 % осіб у віці 65 років та старших.
Цивільне працевлаштоване населення становило 12 748 осіб. Основні галузі зайнятості: мистецтво, розваги та відпочинок — 39,2 %, науковці, спеціалісти, менеджери — 14,3 %, роздрібна торгівля — 10,4 %, освіта, охорона здоров'я та соціальна допомога — 8,1 %.